# Sebkha Sidi El Héni
Die Sebkha Sidi El Héni, deutsch auch Sabcha Sidi El Héni (arabisch سبخة سيدي الهاني, DMG Sabḫat Sīdī l-Hānī)  ist ein Salzsee im Gouvernement Sousse in Tunesien.

## Beschreibung
Namensgebend ist an der Sebkha Sidi El Héni gelegene Kleinstadt Sidi El Héni. Der See ist eine sogenannte Sabcha, ein flaches, zeitweise trockenfallendes Becken ohne Oberflächenabfluss. Zeitweilige Zuflüsse sind die Wadis Chrita, Mansoura und Om El Melah. Der Salzsee liegt 25 Kilometer südwestlich der Stadt Sousse und 25 Kilometer südöstlich der Stadt Kairouan in der Mitte Tunesiens und hat eine Fläche von 36 km².
Die Sebkha Sidi El Héni ist die drittgrößte Sabcha Tunesiens. Im Sommer fällt sie in der Regel vollständig trocken, nur gelegentlich hält sie das ganze Jahr über Wasser. Das Land ist vollständig in öffentlicher Hand, eine wirtschaftliche Nutzung findet nicht statt. Eine gewisse Bedeutung hat es als Rückhaltebecken für gelegentliche Überschwemmungen der Zuflüsse und durch die Auffüllung des Grundwassers für die umliegenden Ortschaften. Es ist in Tunesien als Feuchtgebiet von nationaler Bedeutung klassifiziert, es gilt ein Jagdverbot. Es sind keine Gefährdungen bekannt.

## Ökologie
Die Flora wird dominiert von salztoleranten Pflanzen wie Strauch-Melde, Atripex glauca, Arthrocnemum macrostachyum, Suaeda fruticosa und Queller-Arten. Durch seine Vorkommen des Salinenkrebs ist er vor allem ein wichtiger Futterplatz für Vögel wie den Rosaflamingo oder den Graukranich, die hier gelegentlich auch überwintern und brüten. Darüber hinaus finden sich Einfarbstar, Löffelente, Samtkopf-Grasmücke, Diademrotschwanz und Seeregenpfeifer.